# Rigor Mortis (groupe)
Pour les articles homonymes, voir Rigor mortis (homonymie).
Rigor Mortis est un groupe de thrash metal américain, originaire de Dallas-Ft. Worth, au Texas. En décembre 2012, le guitariste du groupe, Mike Scaccia, succombe à une crise cardiaque lors d'une prestation sur scène au Rail Club de Fort Worth. Début 2013, le groupe annonce la parution d'un tout dernier album, Slaves To The Grave, courant 2014.

## Biographie
Rigor Mortis se forme en 1983, initialement de Harden Harrison à la batterie, Casey Orr à la basse, et Mike Scaccia à la guitare. Les trois membres partagent un intérêt commun pour les films d'horreur/gore et pour la musique bruitiste. Avec Bruce Corbitt au chant, ils créent l'un des groupes thrash metal les plus violents orienté death metal. Le groupe est également le plus notable originaire du Texas. Le groupe signe au label Capitol Records en 1987. En 2005, le line-up se réunit de nouveau et participe au Ozzfest 2008 au Texas. En 2009, Rigor Mortis participe au Keep It True Festival en Allemagne,.
Chacun des membres joue pour d'autres groupes. Mike Scaccia joue également de la guitare aux côtés des groupes de metal industriel Ministry, Revolting Cocks, et Lard, entre autres. Casey Orr, lui, joue de la basse avec le groupe GWAR, sous le nom fictif de Beefcake the Mighty ; il joue aussi avec The Hellions et Warbeast. Harden Harrison joue de la batterie avec les groupes de metal Speedealer et Mitra. Bruce Corbitt, chante pour le groupe de thrash metal Warbeast (anciennement Texas Metal Alliance), qui signera au label de Philip Anselmo, Housecore Records, et qui fera paraître son premier album, Krush The Enemy, le 27 avril 2010.
Le 23 décembre 2012, le guitariste de Rigor Mortis, Mike Scaccia, succombe d'une crise cardiaque lors d'une prestation sur scène,, au Rail Club de Fort Worth. Rigor Mortis sort finalement un nouvel album avec le line-up original en 25 ans ; l'album, intitulé Slaves To The Grave, est sorti le 7 octobre 2014. Selon le groupe, il s'agit de la dernière parution signée Rigor Mortis, un « chant du cygne » pour Scaccia, décédé en décembre 2012.

## Discographie sélective
- 1986 : Demo 1986
- 1988 : The Decline Of The Western Civilization Part 2 (The Metal Years) Soundtrack (Capitol)
- 1988 : Demons Demo
- 1988 : Rigor Mortis (Capitol) - commercialisé le 19 juillet 1988
- 1989 : Freaks EP (Metal Blade)
- 1991 : Rigor Mortis Vs. The Earth (Triple X)
- 1991 : Psycho Therapy sur Gabba Gabba Hey